# Myriangium montagnei
Myriangium montagnei är en svampart som beskrevs av Berk. 1845. Myriangium montagnei ingår i släktet Myriangium och familjen Myriangiaceae.   Inga underarter finns listade i Catalogue of Life.